# Horcajuelo de la Sierra
Horcajuelo de la Sierra – niewielka osada w Hiszpanii na północy wspólnoty autonomicznej Madryt, 90 km od Madrytu. Horcajuelo ma dwie linie autobusowe, chociaż żadna z nich nie ma bezpośredniego połączenia z Madrytem. 

## Atrakcje turystyczne
- XV-wieczny gotycki Kościół parafialnym San Nicolás de Bari
- Muzeum Etnograficzne otwarte w 1977 r.